# A Mikulás segédje
A Mikulás segédje (eredeti cím: Santa's Little Helper) 2015-ben bemutatott amerikai film, amelyet Gil Junger rendezett.
A forgatókönyvet James Robert Johnston és Bennett Yellin írta. A producerei Richard Lowell, Michael J. Luisi és Donald Munro. A főszerepekben The Miz, AnnaLynne McCord, Paige, Eric Keenleyside és Maryse Ouellet láthatók. A film zeneszerzője Claude Foisy. A film gyártója a WWE Studios, forgalmazója a 20th Century Fox. Műfaja filmvígjáték.
Amerikában 2015. november 17-én adták ki DVD-n. Magyarországon az HBO mutatta be.

## Szereplők
| Szereplő | Színész             | Magyar hang        |
| --- | ------------------- | ------------------ |
| Dax | The Miz             | Bozsó Péter        |
| Billie | AnnaLynne McCord    | Czető Zsanett      |
| Eleanor | Paige               | Bogdányi Titanilla |
| Mikulás | Eric Keenleyside    | Kajtár Róbert      |
| Ezra Fells | Peter Kelamis       | Haagen Imre        |
| Marcus | Dylan Schmid        | Berkes Bence       |
| Mikulásné | Kathryn Kirkpatrick | Zsurzs Kati        |
| Fitz | Geoff Gustafson     | Szabó Máté         |
| Harvey | Tom McLaren         | Seder Gábor        |
| Harvey | Karen Holness       | Laurinyecz Réka    |
| Lane | Ben Wilkinson       | Vári Attila        |
| További magyar hangok |                     |                    |
| Azurák Zsófia, Bárány Virág, Bartók László, Bókai Mária, Erdélyi Mari, Fehér Péter, Fellegi Lénárd, Gyarmati Laura, Gyarmati Zsolt, Hábermann Lívia, Hám Bertalan, Kotányi Bence, Maday Gábor, Melis Gábor, Mohácsi Nóra, Papucsek Vilmos, Prukner Barna, Prukner Mátyás, Sörös Miklós |                     |                    |